# 5617 (année hébraïque)
5617 (hébreu : ה'תרי"ז , abbr. : תרי"ז) est une année hébraïque qui a commencé à la veille au soir du 30 septembre 1856 et s'est finie le 18 septembre 1857. Cette année a compté 354 jours. Ce fut une année simple dans le cycle métonique, avec un seul mois de Adar. Ce fut la troisième année depuis la dernière année de chemitta.

## Calendrier
Ce calendrier hébraïque de l'année 5617 donne les correspondances avec les dates du calendrier grégorien.
Le premier nombre dans chaque case correspond au jour du mois hébraïque. Les jours en couleurs sont des jours remarquables juifs .
| ◄◄ | 5617 | ►► |

## Naissances
- Robert Baden-Powell

## Décès
5612 - 5613 - 5614 - 5615 - 5616 - 5617 - 5618 - 5619 - 5620 - 5621 - 5622